# Miguel Seijas
Miguel Ángel Seijas Cuestas (født 20. maj 1930 i Montevideo, Uruguay) er en uruguayansk tidligere roer.
Seijas vandt bronze i dobbeltsculler ved OL 1952 i Helsinki (sammen med Juan Rodríguez). I finalen blev de besejret af argentinerne Tranquilo Capozzo og Eduardo Guerrero, som vandt guld, samt af Georgij Zjilin og Igor Jemtjuk fra Sovjetunionen, som tog sølvmedaljerne. Han deltog også ved OL 1956 i Melbourne.

## OL-medaljer
- 1952:  Bronze i dobbeltsculler